# Kim Jungsook
Kim Jungsook (koreanisch: 김정숙; geboren am 21. August 1946 in Naju) ist eine Politikerin und Frauenrechtsaktivistin aus Südkorea und Präsidentin des Internationalen Frauenrats.

## Leben
Sie wurde vor 1950 geboren und schlug zuerst eine Karriere als Lehrerin ein. Sie schloss 1969 einen Bachelor-Studiengang an der Korea University ab. Nachdem sie einige Berufserfahrung gesammelt hatte, studierte sie erneut an der Ewha Womans University und erlangte 1984 ihren Master-Abschluss. Dann promovierte sie 1988 an der George Washington University zum Doctor of Education. In diesen Jahren entwickelte sich die Republik Südkorea zu einer Demokratie, und Kim gründete 1989 das Korean Institute for Women and Politics (KIWP). Sie wurde als Lehrbeauftragte von verschiedenen Universitäten angefragt, darunter Jeonbuk und Harvard Mitte der 1990er und Mitte der 2000er Jahre an der Korea University.
1988 misslang ihre Kandidatur zur Abgeordneten im Parlament Südkoreas (Gukhoe). In der folgenden Wahl 1992 zog Kim Jungsook dann doch in das Gukhoe ein. Sie gewann zwei Wiederwahlen und schied 2004 aus dem Gukhoe aus. Nach ihrer ersten Wahl wurde sie 1993, allerdings nur für wenige Monate, Vizeministerin für politische Gleichberechtigungsfragen im Kabinett von Hwang In-sung. Ab 1994 wurde sie als Delegierte Südkoreas in die Kommission der Vereinten Nationen zur Rechtsstellung der Frau entsandt; diese Position hatte sie bis 2017 inne. Sie nahm 1995 an der Pekinger Konferenz teil: Die dort geschlossenen Bekanntschaften sowie die Pekinger Erklärung betrachtete Kim als Wendepunkt in ihrem Kampf für die Gleichberechtigung der Frau. Von 1998 bis 2000 war sie Vorsitzende des parlamentarischen Sonderkomitees zu Frauenbelangen.
2000 wurde Kim Präsidentin der Korean Women and Politics Association (KWPA). Von 2003 bis 2013 war sie Präsidentin des Center for Asia-Pacific Women in Politics (CAPWIP) und von 2006 bis 2012 war sie Präsidentin der Südkoreanischen Pfadfinderinnen (Girl Scouts Korea). Von 2009 bis 2015 war sie eine der Ko-Vorsitzenden im Korean Council for Reconciliation and cooperation (KCRC) und von 2012 bis 2014 Präsidentin der Federation of Asia-Pacific Women’s Associations (FAWA). Von 2016 war sie ferner Präsidentin des Korean Institute for Gender Equality Promotion and Education (KIGEPE).
Von 2009 bis 2015 war sie (in den 17. und 18. Amtsperioden) Vorsitzende des Korean National Council of Women (KNCW), des koreanischen Ablegers des Internationalen Frauenrats (ICW). 2015 gab sie diese Position auf, als sie Präsidentin des ICW selbst wurde. 2018 wurde sie als ICW-Vorsitzende bestätigt. Ihre reguläre Amtszeit hätte 2021 mit der Wahl ihrer Nachfolgerin auf dem folgenden ICW-Kongress geendet. Aufgrund der Corona-Pandemie fand diese Wahl erst 2022 statt, und ihre Nachfolgerin wurde Martine Marandel.

## Auszeichnungen
- 근정훈장, Verdienstorden für Staatsangestellte (1994)
- 국민훈장, Ziviler Verdienstorden (2004)
- Ehrendoktorat in Politikwissenschaften der Dankook University (2008)